# Obodas III.
Obodas III. (Ubaidah) war von 28 v. Chr. bis 9 v. Chr. König der Nabatäer. Er ist der Sohn seines Vorgängers, dem König Malichus I.
Obwohl er vom nabatäischen Volk als gottgleich verehrt wurde, gilt er historisch als schwacher König. Um sein Reich aufrechtzuerhalten, kooperierte er mit den überlegeneren Römern. Der königliche Hof in Petra verarmte zunehmend. Sein Stellvertreter, der Großwesir Sylläus, drängte ihn immer mehr in den Hintergrund, so dass Sylläus Nabatäa fast alleine regierte. Unter Obodas III. wurde das Katasteramt eingeführt. In seinem Todesjahr 9 v. Chr. stellten die Archäologen eine verstärkte Münzprägung fest, was auf einen wirtschaftlichen Fortschritt hindeutet. Das Grab von Obodas III. vermutet man in Oboda, dessen Namen die Stadt auch ihm zu verdanken hat.